# Ferroviaria Oriental
Koordinaten: 18° 54′ 0″ S, 63° 18′ 0″ W

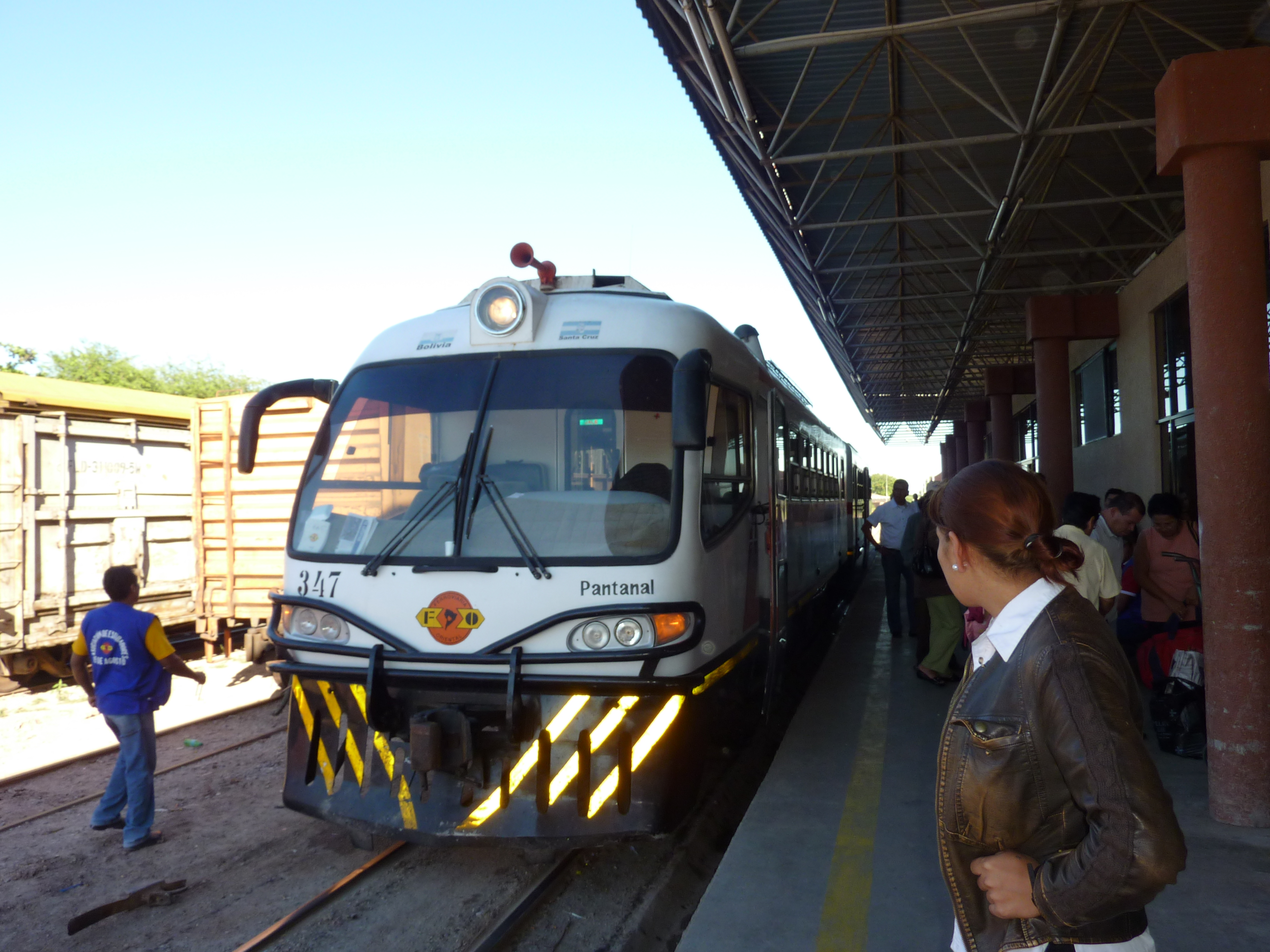
„Ferrobus“ der Ferroviaria Oriental in Santa Cruz de la Sierra, Bolivien

Ferroviaria Oriental S.A. ist eine Eisenbahngesellschaft in Bolivien. Das Unternehmen betreibt im bolivianischen Tiefland 1243 km Eisenbahnstrecken in Meterspur und bietet sowohl Personen- als auch Güterverkehrsdienstleistungen an.
Der Name des Unternehmens bedeutet „Ostbahn“. Der Begriff wird daher in Bolivien auch als Bezeichnung für das östliche Eisenbahnnetz des Landes verwendet.

## Streckennetz
Der betriebliche Mittelpunkt des Netzes ist Santa Cruz de la Sierra, größte Stadt und wirtschaftliches Zentrum Boliviens. Von hier verläuft die 651 km lange Strecke über San José im Gebiet der Jesuitenmissionen in der Chiquitanía und Roboré nach Puerto Quijarro am Fluss Río Paraguay, der auch die Grenze nach Brasilien bildet, und weiter ins brasilianische Corumbá, wo Anschluss zum brasilianischen Meterspurnetz von América Latina Logística besteht. In der Region von Quijarro gibt es mehrere Gleisanschlüsse zu Hafenanlagen am Río Paraguay.
Die zweite Fernstrecke verläuft von Santa Cruz 539 km nach Süden bis nach Yacuiba an der Grenze zu Argentinien, wo ebenfalls Anschluss zum argentinischen Meterspurnetz der Ferrocarril Belgrano Cargas besteht.
Eine dritte Strecke führt von Santa Cruz nach Norden über Warnes ins nur 63 km entfernte Montero. Weitere 138 km dieser Strecke bis nach Yapacaní sind stillgelegt.
Alle Strecken sind eingleisig. Weiterhin existieren ausgedehnte Anschlussgleisanlagen in und um Santa Cruz zur Erschließung der dortigen Industrie.
Für eine Verbindung zum ebenfalls meterspurigen Eisenbahnnetz des bolivianischen Hochlandes existierten zwar verschiedene Planungen, sie wurde jedoch nie realisiert, womit das bolivianische Eisenbahnsystem aus zwei Teilnetzen besteht, die nur über das Nachbarland Argentinien verbunden waren. Die Gleisanlagen in der Provinz Jujuy auf argentinischer Seite sind Stand 2022 in großen Teilen unpassierbar. Im Zuge der Südamerikanischen Transkontinentalbahn wäre nach Fertigstellung jedoch erstmals eine direkte Verbindung der Netze möglich.

## Verkehrsaufkommen
Ferroviaria Oriental transportierte 2006 circa 500.000 Reisende und 1,4 Mio. t Güter.
Das größte Verkehrsaufkommen hat die Strecke Santa Cruz–Quijarro. Im Personenverkehr fährt in jeder Richtung täglich ein Regionalzug und sechsmal pro Woche eine Schnellzugverbindung, täglich wechselnd als „Expreso Oriental“ (konventionelle Wagen verschiedener Klassen) und „Ferrobus“ (spanisch für Triebwagen) mit gehobener Ausstattung. Die planmäßige Fahrzeit für die Gesamtstrecke liegt zwischen 13,5 h (Ferrobus) und 19 h (Regionalzug), was Reisegeschwindigkeiten von 47 bzw. 33 km/h entspricht. Alle Personenzüge verkehren über Nacht. Der Personenverkehr wird dennoch sowohl von Einheimischen als auch von Touristen häufig genutzt. Ein Grund dafür ist, dass die parallele Straßenverbindung nicht durchgehend asphaltiert ist und daher – je nach Jahreszeit – nur begrenzten Reisekomfort verspricht.
Auch der größte Teil des Güterverkehrs wird auf der Verbindung nach Quijarro abgewickelt. Je nach Bedarf fahren hier bis zu drei Güterzüge pro Tag und Richtung mit maximal 3600 t Bruttolast. Haupttransportgüter sind Sojabohnen, Mineralölprodukte und diverse industrielle Importgüter aus Brasilien. Soja und Öl werden großteils in Quijarro auf/von Schiffen umgeschlagen. Über den Río Paraguay hat der Binnenstaat Bolivien zollfreien Zugang zum Atlantischen Ozean.
Auf der Strecke nach Argentinien verkehrt dreimal wöchentlich ein gemischter Zug mit Personen- und Güterwagen. Dieser dient allerdings mehr der Versorgung einiger kleinerer Orte an der Bahn sowie für den Warenaustausch mit Argentinien. Für Reisende der Relation Santa Cruz–Yacuiba ist eine Fahrt mit dem Bus auf asphaltierter Straße deutlich schneller und bequemer. Weitere Güterzüge werden nach Bedarf eingesetzt.
Die kurze Verbindung nach Montero dient als Zubringer im Güterverkehr und wird in der Regel täglich bedient.

## Betriebsführung
Wie bei vielen amerikanischen Eisenbahnunternehmen existieren feste Fahrpläne nur für Züge mit Personenbeförderung. Alle Güterzüge verkehren nach Bedarf.
Die Sicherheit im Eisenbahnbetrieb wird bei Ferroviaria Oriental durch das in Nordamerika entwickelte Betriebsverfahren der Track Warrant Control gewährleistet. Jede Zugfahrt wird dabei durch eine Fahrerlaubnis für bestimmte Abschnitte des Netzes zugelassen. Die Fahrerlaubnis erteilt ein Dispatcher aus der Betriebszentrale über Funk und gibt sie gleichzeitig in ein Computersystem ein. Dieses System überwacht, dass keine sich widersprechenden Fahrerlaubnisse erteilt werden.

## Fuhrpark
Ferroviaria Oriental verfügte 2007 über 28 dieselelektrische Lokomotiven und ca. 750 Güterwagen. Die meisten Lokomotiven gehören zu den Bauarten U10B (450 kW) und U20C (1500 kW) von General Electric. Daneben werden einige Lokomotiven von General Motors und Hitachi sowie Triebwagen mit Beiwagen aus deutscher Produktion und vier Zuggarnituren von Personenwagen eingesetzt. Im grenzüberschreitenden Güterverkehr kommen auch argentinische und brasilianische Wagen zum Einsatz.

## Besitzverhältnisse
Das östliche Eisenbahnnetz Boliviens wurde bis 1995 von dem staatlichen Unternehmen Empresa Nacional de Ferrocarriles del Estado (ENFE) betrieben und dann privatisiert. Das neu gegründete Unternehmen Ferroviaria Oriental S.A. gehörte zu 50 % bolivianischen Pensionsfonds, die anderen 50 % waren im Besitz des nordamerikanischen Eisenbahnunternehmens Genesee & Wyoming Inc., in dessen Corporate Design sich Ferroviaria Oriental auch präsentierte. Am 29. September 2009 verkaufte Genesee & Wyoming seine Beteiligung für 3,9 Millionen US-Dollar.
Zum Stichtag 30. Juni 2021 hatte die Ferroviaria Oriental drei Hauptanteilseigner: Die Trenes Continentales S.A. mit 50 % der Anteile sowie die Pensionsfonds BBVA Previsión AFP S.A. und Futuro de Bolivia S.A. mit je 24,96 %. Die verbleibenden 0,08 % entfallen auf Einzelaktionäre. Trenes Continentales gehörte zum selben Zeitpunkt wiederum mehrheitlich den chilenischen Unternehmen Transportes Ferroviarios (40,62 %) und BTG Pactual Chile (27,08 %), der bolivianischen GWB Inversiones (22,59 %) und der International Finance Corporation (7,71 %).